# Finnegans Wake
Finnegans Wake, publicada el 1939, és la darrera novel·la de James Joyce. Després de la publicació de l'Ulisses el 1922, Joyce va començar a treballar en el Wake. El 1924, es van començar a publicar lliuraments de l'obra en sèrie, primer amb el títol A New Unnamed Work ('nova obra sense títol') i després com a Work in Progress ('obra en curs'). El títol final, tanmateix, va quedar com un secret entre l'autor i la seva esposa, Nora Barnacle, fins poc abans de la publicació definitiva de la novel·la.
Els disset anys de feina del Finnegans Wake van resultar força difícils per a l'autor irlandès. Va haver-se d'operar diverses vegades dels ulls, va perdre amics i mecenes de molts anys, i va patir problemes familiars (amb la vida dels seus fills).

## Argument
Donades les obscures al·lusions i els jocs de paraules en dotzenes d'idiomes, resulta força difícil resumir-ne l'argument.
Així comença el llibre:
| « | riverrun, past Eve and Adam's, from swerve of shore to bend of bay, brings us by a commodius vicus of recirculation back to Howth Castle and Environs. | » |

"Commodius vicus" fa referència a Giambattista Vico (1668-1744). Vico defensava la teoria de la història cíclica. Creia que el món s'acostava a la fi de la darrera de tres edats, que eren, l'edat dels déus, l'edat dels herois i l'edat dels humans. Aquesta obertura també contribueix a un efecte global de la novel·la de Joyce, car comença i acaba amb "riverrun".
De manera general, el capítol d'introducció ofereix una visió de conjunt dels temes del llibre. En primer lloc, se sent a parlar d'un personatge central, un tal Finnegan, paleta, de Dublín (que es considera que representa tots els treballadors de la construcció de qualsevol tipus al llarg de la història mundial), que cau d'una bastida o una torre o una paret i es mata. Durant la vetlla (wake, en anglès), seguint la cançó còmica "Finnegan's Wake" (que va inspirar Joyce per al títol), esclata una baralla, el cadàver rep esquitxos de whisky i en Finnegan es torna a posar dempeus (Finnegan awakes, en anglès).

## Versions en català
El Finnegans Wake no ha estat traduït al català. Únicament es compta amb versions d'algun breu passatge. Així, Joaquim Mallafrè en va traduir un brevíssim fragment, i Josep-Miquel Sobré i Oriol Izquierdo també n'han ofert algun breu tast. La versió de Josep-Miquel Sobré aparegué al suplement dedicat a Joyce per El Eco de Sitges, el desembre de 1982. Mallafrè, que traduí íntegrament l'Ulysses de Joyce, no va abordar la traducció del Finnegans, ja que entenia que l'Ulysses ja estava al límit del traduïble.